# Poruba
Poruba (in tedesco Kunzling, in ungherese Mohos) è un comune della Slovacchia facente parte del distretto di Prievidza, nella regione di Trenčín.
Fu menzionato per la prima volta in un documento storico nel 1339 con il nome di Konchlin, come luogo in cui la giustizia veniva amministrata secondo il diritto germanico. Appartenne alla Signoria di Bojnice, e per un breve intervallo ai Pálffy.